# جویزدالی (بتلیس)
جویزدالی (به ترکی استانبولی: Cevizdalı) یک منطقهٔ مسکونی در ترکیه است که در استان سعرد واقع شده‌است.